# Campanha Iugoslava de 1992 na Bósnia
A Campanha Iugoslava de 1992 na Bósnia foi uma série de confrontos entre o Exército Popular Iugoslavo (JNA) e a Força de Defesa Territorial da República da Bósnia e Herzegovina (TO BiH) e, posteriormente, o Exército da República da Bósnia e Herzegovina (ARBiH) durante a Guerra da Bósnia . A campanha começou efetivamente em 3 de abril e terminou em 19 de maio.
A guerra foi parte da dissolução da Iugoslávia. Após as secessões da Eslovênia e da Croácia da República Socialista Federativa da Iugoslávia em 1991, a multiétnica República Socialista da Bósnia e Herzegovina — habitada principalmente por bosníacos muçulmanos (44%), sérvios ortodoxos (32,5%) e croatas católicos (17%) — aprovou um referendo pela independência em 29 de fevereiro de 1992. Representantes políticos dos sérvios da Bósnia boicotaram o referendo e rejeitaram seu resultado. Antecipando o resultado do referendo, a Assembleia do Povo Sérvio na Bósnia e Herzegovina adotou a Constituição da República Sérvia da Bósnia e Herzegovina em 28 de fevereiro de 1992. Após a declaração de independência da Bósnia e Herzegovina (que ganhou reconhecimento internacional) e após a retirada de Alija Izetbegović do Plano Cutileiro assinado anteriormente (que propunha uma divisão da Bósnia em cantões étnicos), os sérvios da Bósnia, liderados por Radovan Karadžić e apoiados pelo governo de Slobodan Milošević e pelo Exército Popular Iugoslavo (JNA), mobilizaram suas forças dentro da Bósnia e Herzegovina para proteger o território étnico sérvio. A guerra logo se espalhou pelo país, acompanhada de limpeza étnica.
Os primeiros confrontos ocorreram em Kupres entre a Força de Defesa Territorial Croata da Bósnia, apoiada pelas tropas do Exército Croata de um lado, e o Exército Popular Iugoslavo. Houve batalhas por Zvornik, Višegrad, Foča, Doboj, Prijedor e muitas outras cidades depois. O JNA retirou-se oficialmente da Bósnia e Herzegovina em maio de 1992. Em janeiro de 1992, um pequeno estado autoproclamado sérvio-bósnio foi declarado. Mais tarde renomeada como Republika Srpska, desenvolveu seu próprio exército quando o JNA se retirou e entregou suas armas, equipamentos e 55.000 soldados ao recém-criado exército sérvio-bósnio. [42] [44] Em 20 de maio de 1992, o JNA foi formalmente dissolvido, e os remanescentes dele se transformaram nas forças armadas da recém-fundada República Federal da Iugoslávia.

## Antecedentes

### Desintegração da Iugoslávia
A guerra surgiu como resultado da dissolução da República Socialista Federativa da Iugoslávia. Uma crise surgiu na Iugoslávia como resultado do enfraquecimento do sistema confederacional no final da Guerra Fria. Na Iugoslávia, o partido comunista nacional, a Liga dos Comunistas da Iugoslávia, perdeu potência ideológica. Entretanto, o nacionalismo étnico experimentou um renascimento na década de 1980, após a violência no Kosovo.  Enquanto o objectivo dos nacionalistas sérvios era a centralização da Jugoslávia, outras nacionalidades aspiravam à descentralização e à maior federalização do Estado. 
A Bósnia e Herzegovina, uma antiga província otomana, tem sido historicamente um estado multiétnico. De acordo com o censo de 1991, 44% da população considerava-se muçulmana (bósnia), 33% sérvia e 17% croata, com 6% a descreverem-se como jugoslavas. 
Em Março de 1989, a crise na Jugoslávia agravou-se após a adopção de alterações à Constituição Sérvia, permitindo ao governo da Sérvia dominar as províncias do Kosovo e da Voivodina.  Até então, a tomada de decisões em Kosovo e Voivodina era independente, e cada província autônoma tinha um voto no nível federal iugoslavo. A Sérvia, sob o recém-eleito presidente Slobodan Milošević, ganhou o controle de três dos oito votos na presidência iugoslava. Com votos adicionais de Montenegro, a Sérvia conseguiu influenciar fortemente as decisões do governo federal. Essa situação levou a objeções de outras repúblicas e apelos pela reforma da Federação Iugoslava.
No 14.º Congresso Extraordinário da Liga dos Comunistas da Iugoslávia, em 20 de janeiro de 1990, as delegações das repúblicas não conseguiram chegar a um acordo sobre as principais questões enfrentadas pela federação iugoslava. Como resultado, os delegados eslovenos e croatas deixaram o Congresso. A delegação eslovena, liderada por Milan Kučan, exigiu mudanças democráticas e uma federação mais flexível, enquanto a delegação sérvia, liderada por Milošević, opôs-se. 
Nas primeiras eleições multipartidárias na Bósnia e Herzegovina, em Novembro de 1990, os votos foram atribuídos em grande parte de acordo com a etnia, o que levou ao sucesso do Partido Bósnio da Ação Democrática (SDA), do Partido Democrático Sérvio (SDS) e da União Democrática Croata (HDZ BiH). 
Os partidos dividiam o poder de acordo com linhas étnicas, de modo que o presidente da Presidência da República Socialista da Bósnia e Herzegovina era um bósnio, o presidente do Parlamento era um sérvio e o primeiro-ministro um croata. Os partidos nacionalistas separatistas alcançaram o poder em outras repúblicas, incluindo a Croácia e a Eslovénia. 

### Início das Guerras Iugoslavas

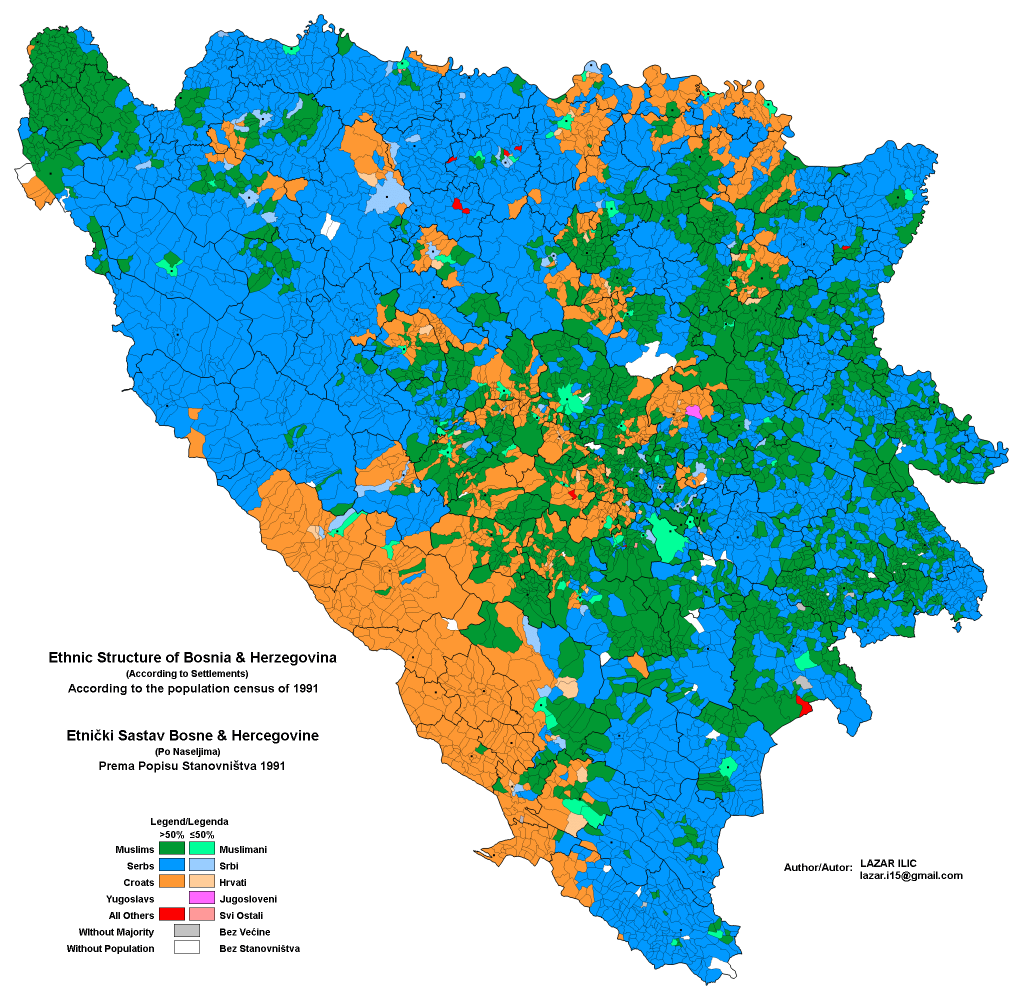
Mapa étnico da Bósnia e Herzegovina em 1991:
Bosníacos
Sérvios
Croatas

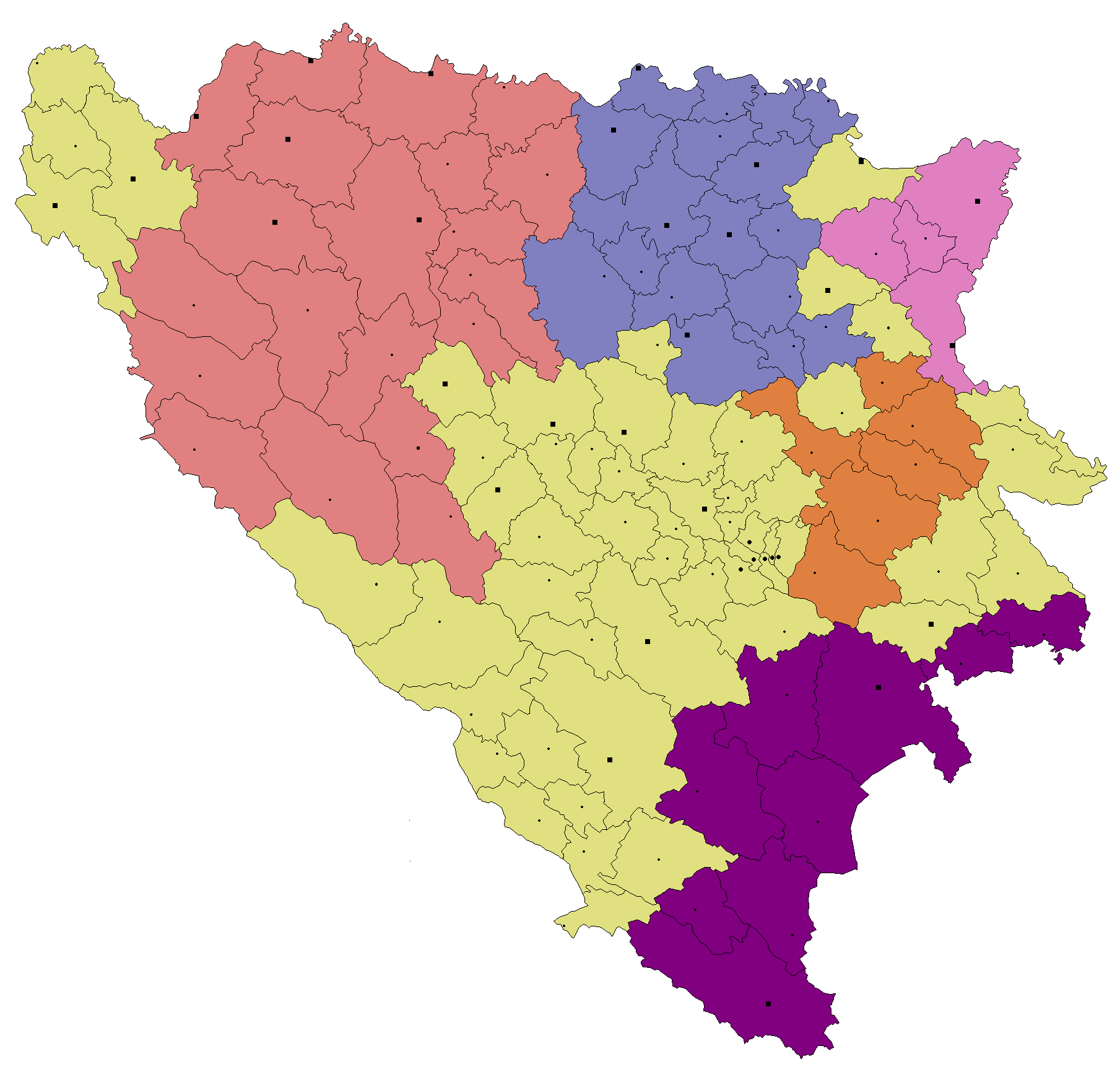
Oblasts Autônomos Sérvios em novembro de 1991

No início de 1991, realizaram-se reuniões entre os líderes das seis repúblicas iugoslavas e das duas regiões autónomas para discutir a crise.  A liderança sérvia favoreceu uma solução federal, enquanto a liderança croata e eslovena favoreceu uma aliança de estados soberanos. O líder bósnio Alija Izetbegović propôs uma federação assimétrica em fevereiro, onde a Eslovênia e a Croácia manteriam laços frouxos com as quatro repúblicas restantes. Pouco depois, mudou de posição e optou por uma Bósnia soberana como pré-requisito para tal federação. 
Em 25 de março, Franjo Tuđman e o presidente sérvio Slobodan Milošević reuniram-se em Karađorđevo.  A reunião foi controversa devido às alegações de alguns políticos iugoslavos de que os dois presidentes concordaram com a divisão da Bósnia e Herzegovina.  Em 6 de junho, Izetbegović e o presidente macedônio Kiro Gligorov propuseram uma confederação fraca entre a Croácia, a Eslovênia e uma federação das outras quatro repúblicas. Isso foi rejeitado pela administração Milošević. 
Em 25 de junho de 1991, Eslovênia e Croácia declararam independência. Seguiu-se um conflito armado na Eslovénia, enquanto os confrontos em áreas da Croácia com populações étnicas sérvias substanciais escalaram para uma guerra em grande escala.  O Exército Popular Iugoslavo (JNA) abandonou os esforços para reafirmar o controle sobre a Eslovênia em julho, enquanto os combates na Croácia se intensificaram até que um cessar-fogo foi acordado em janeiro de 1992. O JNA também atacou a Croácia a partir da Bósnia e Herzegovina. 
Em julho de 1991, representantes do Partido Democrático Sérvio (SDS), incluindo o presidente do SDS, Radovan Karadžić, Muhamed Filipović e Adil Zulfikarpašić da Organização Muçulmana Bósnia (MBO), redigiram um acordo conhecido como acordo Zulfikarpašić-Karadžić. Isso deixaria a RS Bósnia e Herzegovina em uma união estatal com a RS Sérvia e a RS Montenegro. O acordo foi denunciado por partidos políticos croatas. Embora inicialmente tenha acolhido favoravelmente a iniciativa, a administração Izetbegović rejeitou posteriormente o acordo.  
Entre Setembro e Novembro de 1991, a SDS organizou a criação de seis “Regiões Autónomas Sérvias” (RAS).  Isto foi em resposta às medidas dos bósnios no sentido da separação da Iugoslávia.  Medidas semelhantes foram tomadas pelos croatas da Bósnia. 
Em agosto de 1991, a Comunidade Econômica Europeia organizou uma conferência na tentativa de evitar que a Bósnia e Herzegovina entrasse em guerra. Em 25 de setembro de 1991, o Conselho de Segurança das Nações Unidas aprovou a Resolução 713, impondo um embargo de armas a todos os antigos territórios iugoslavos. O embargo teve pouco efeito sobre o JNA e as forças sérvias. As forças croatas apreenderam armamento do JNA durante a Batalha do Quartel. O embargo teve um impacto significativo na Bósnia e Herzegovina no início da Guerra da Bósnia.  As forças sérvias herdaram o armamento e o equipamento do JNA, enquanto as forças croatas e bósnias obtiveram armas através da Croácia, em violação do embargo. 
Em 19 de setembro de 1991, o JNA enviou tropas extras para a área ao redor da cidade de Mostar. Isso foi protestado pelo governo local. Em 20 de setembro de 1991, o JNA transferiu tropas para a frente em Vukovar via região de Višegrad, no nordeste da Bósnia. Em resposta, croatas e bósnios locais montaram barricadas e postos de metralhadoras. Eles detiveram uma coluna de 60 tanques do JNA, mas foram dispersos à força no dia seguinte. Mais de 1.000 pessoas tiveram que fugir da área. Esta ação, quase sete meses antes do início da Guerra da Bósnia, causou as primeiras baixas das Guerras Iugoslavas na Bósnia. Nos primeiros dias de Outubro, o JNA atacou e arrasou a aldeia croata de Ravno, no leste da Herzegovina, a caminho de atacar Dubrovnik, no sul da Croácia. 
Em 6 de Outubro de 1991, o presidente bósnio Alija Izetbegović fez uma proclamação televisiva de neutralidade, que incluía a declaração "esta não é a nossa guerra".  Izetbegović fez uma declaração perante o parlamento bósnio em 14 de outubro em relação ao JNA: "Não façam nada contra o Exército. (...) a presença do Exército é um fator estabilizador para nós, e precisamos desse Exército... Até agora, não tivemos problemas com o Exército, e não teremos problemas mais tarde." Izetbegović teve uma discussão tensa com o líder sérvio-bósnio Radovan Karadžić no parlamento naquele dia. Depois de Karadžić ter apostado que os muçulmanos bósnios não se conseguiriam defender se um estado de guerra se desenvolvesse, Izetbegović observou que achou a maneira e o discurso de Karadžić ofensivos e que isso explicava por que os bósnios se sentiam indesejados, que o seu tom poderia explicar por que os outros federados pela Jugoslávia se sentiam repelidos, e que as ameaças de Karadžić eram indignas do povo sérvio. 
Ao longo de 1990, o Plano RAM foi desenvolvido pelo SDB e por um grupo de oficiais sérvios selecionados do Exército Popular Iugoslavo (JNA) com o propósito de organizar os sérvios fora da Sérvia, consolidando o controle dos partidos SDS incipientes e o posicionamento de armas e munições.  O plano pretendia preparar o enquadramento para uma terceira Jugoslávia, na qual todos os sérvios, com os seus territórios, viveriam juntos no mesmo estado. 
O jornalista Giuseppe Zaccaria resumiu uma reunião de oficiais do exército sérvio em Belgrado, em 1992, relatando que eles tinham adoptado uma política explícita para visar as mulheres e as crianças como a parte vulnerável da estrutura social muçulmana.  Segundo algumas fontes, o plano RAM foi elaborado na década de 1980.  Sua existência foi vazada por Ante Marković, o primeiro-ministro da Iugoslávia, um croata étnico da Bósnia e Herzegovina. A sua existência e possível implementação alarmaram o governo bósnio.  

### Crise política final
Em 15 de Outubro de 1991, o parlamento da República Socialista da Bósnia e Herzegovina, em Sarajevo, aprovou um "Memorando sobre a Soberania da Bósnia-Herzegovina" por maioria simples.  O Memorando foi fortemente contestado pelos membros sérvios da Bósnia do parlamento, argumentando que a Constituição exigia salvaguardas processuais e uma maioria de dois terços para tais questões. O Memorando foi debatido de qualquer maneira, levando a um boicote do parlamento pelos sérvios da Bósnia, e a legislação foi aprovada. Os representantes políticos sérvios proclamaram a Assembleia do Povo Sérvio da Bósnia e Herzegovina em 24 de Outubro de 1991, declarando que o povo sérvio desejava permanecer na Iugoslávia.  O Partido da Ação Democrática (SDA), liderado por Alija Izetbegović, estava determinado a buscar a independência e recebeu o apoio da Europa e dos EUA. O SDS deixou claro que, se a independência fosse declarada, os sérvios se separariam, pois era seu direito exercer a autodeterminação.
O HDZ BiH foi estabelecido como um braço do partido governante na Croácia, a União Democrática Croata (HDZ). Embora defendesse a independência do país, houve uma divisão no partido, com alguns defendendo a secessão das áreas de maioria croata. Em novembro de 1991, a liderança croata organizou comunidades autônomas em áreas com maioria croata. Em 12 de novembro de 1991, a Comunidade Croata da Posavina Bósnia foi estabelecida em Bosanski Brod. Abrangeu 8 municípios no norte da Bósnia. Em 18 de novembro de 1991, a Comunidade Croata da Herzeg-Bósnia foi estabelecida em Mostar. Mate Boban foi escolhido como seu presidente. Seu documento de fundação dizia: "A Comunidade respeitará o governo democraticamente eleito da República da Bósnia e Herzegovina enquanto durar a independência do estado da Bósnia e Herzegovina em relação à antiga ou a qualquer outra Iugoslávia".
As memórias de Borisav Jović mostram que em 5 de dezembro de 1991 Milošević ordenou que as tropas do JNA na Bósnia e Herzegovina fossem reorganizadas e que seu pessoal não bósnio fosse retirado, caso o reconhecimento resultasse na percepção do JNA como uma força estrangeira; os sérvios-bósnios permaneceriam para formar o núcleo de um exército sérvio-bósnio. Assim, no final do mês, apenas 10–15% do pessoal do JNA na Bósnia e Herzegovina era proveniente de fora da república.  Silber e Little observam que Milošević ordenou secretamente que todos os soldados do JNA nascidos na Bósnia fossem transferidos para a Bósnia e Herzegovina. As memórias de Jović sugerem que Milošević planejou um ataque à Bósnia com bastante antecedência.
Em 9 de janeiro de 1992, os sérvios da Bósnia proclamaram a "República do Povo Sérvio na Bósnia-Herzegovina" (SR BiH, posteriormente Republika Srpska), mas não declararam oficialmente a independência.  A Comissão de Arbitragem da Conferência de Paz sobre a Iugoslávia, no seu Parecer n.º 4 de 11 de Janeiro de 1992 sobre a Bósnia e Herzegovina, declarou que a independência da Bósnia e Herzegovina não deveria ser reconhecida porque o país ainda não tinha realizado um referendo sobre a independência. 
Em 25 de Janeiro de 1992, uma hora após o encerramento da sessão parlamentar, o parlamento convocou um referendo sobre a independência para 29 de Fevereiro e 1 de Março.  O debate terminou depois que os deputados sérvios se retiraram depois que a maioria dos delegados bósnios-croatas rejeitou uma moção para que a questão do referendo fosse colocada perante o ainda não estabelecido Conselho para a Igualdade Nacional. A proposta de referendo foi adotada na forma proposta pelos deputados muçulmanos, na ausência dos membros do SDS. Como Burg e Shoup observam, "a decisão colocou o governo bósnio e os sérvios em rota de colisão". O próximo referendo causou preocupação internacional em fevereiro.

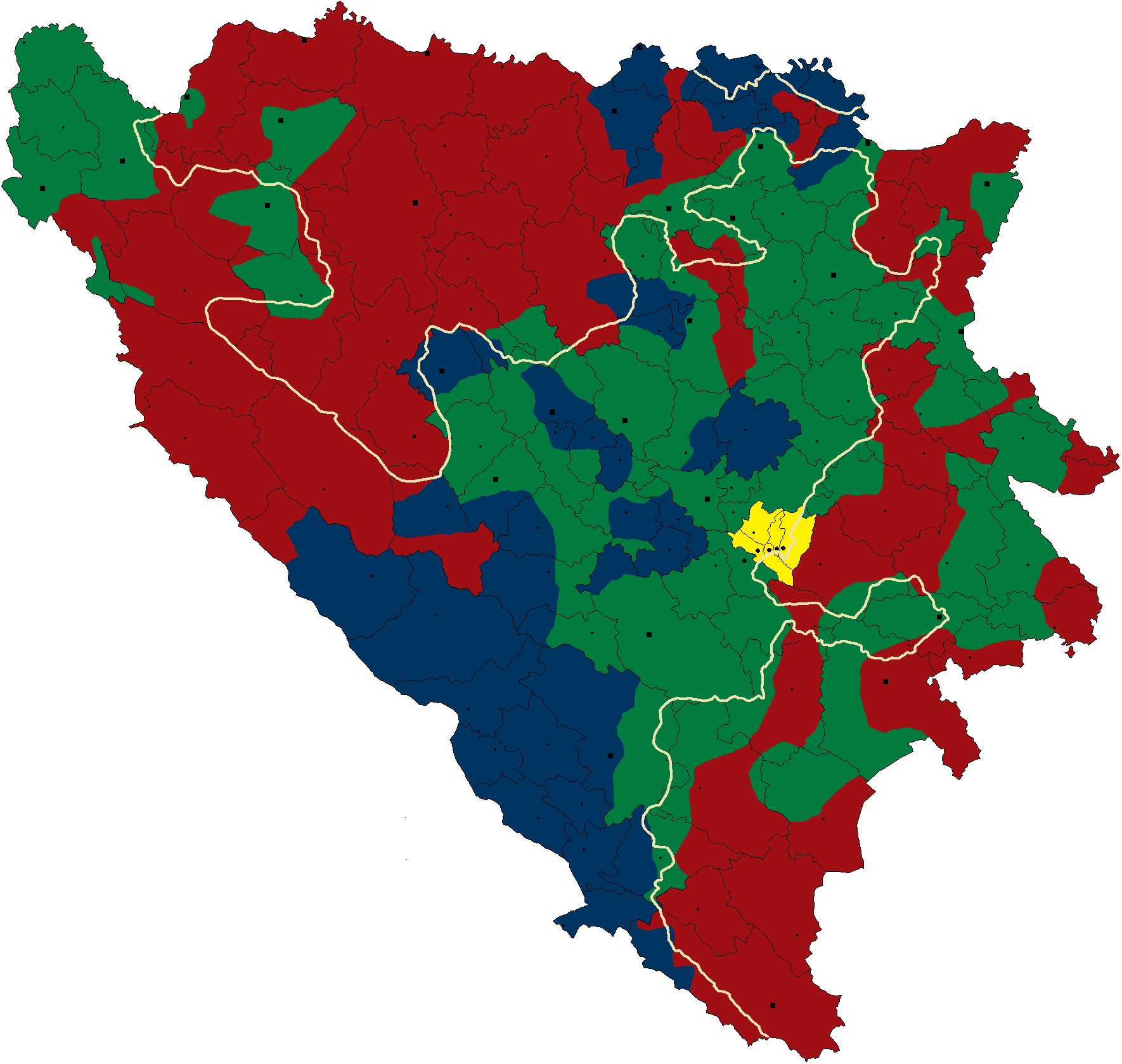
Plano Carrington-Cutillero: cantões sérvios mostrados em vermelho, cantões bósnios em verde, cantões croatas em azul

A Guerra da Croácia resultaria na Resolução 743 do Conselho de Segurança das Nações Unidas em 21 de fevereiro de 1992, que criou a Força de Proteção das Nações Unidas (UNPROFOR). Durante as conversações em Lisboa, nos dias 21 e 22 de fevereiro, um plano de paz foi apresentado pelo mediador da CE, José Cutileiro, que propôs que o estado independente da Bósnia fosse dividido em três unidades constituintes. O acordo foi denunciado pela liderança bósnia em 25 de fevereiro. Em 28 de fevereiro de 1992, a Constituição da SR BiH declarou que o território daquela República incluía "os territórios das Regiões e Distritos Autónomos da Sérvia e de outras entidades étnicas sérvias na Bósnia e Herzegovina, incluindo as regiões em que o povo sérvio permaneceu em minoria devido ao genocídio cometido contra ele na Segunda Guerra Mundial", e foi declarada parte da Iugoslávia. 
Os membros da assembleia sérvia da Bósnia aconselharam os sérvios a boicotar os referendos realizados em 29 de fevereiro e 1º de março de 1992. A participação nos referendos foi de 64%, com 93% dos eleitores a votarem a favor da independência (o que implica que os sérvios da Bósnia, que constituíam aproximadamente 34% da população, boicotaram em grande parte o referendo).  A liderança política sérvia usou os referendos como pretexto para montar bloqueios de estradas em protesto. A independência foi formalmente declarada pelo parlamento bósnio em 3 de março de 1992. 

### Distúrbios de março de 1992
Durante o referendo de 1 de Março, Sarajevo esteve calma, excepto por um casamento sérvio ter sido alvo de disparos.  O hasteamento de bandeiras sérvias na Baščaršija foi visto pelos muçulmanos como uma provocação deliberada no dia do referendo.  Nikola Gardović, pai do noivo, foi morto, e um padre ortodoxo sérvio ficou ferido. Testemunhas identificaram o assassino como Ramiz Delalić, um gangster que se tornou um criminoso descarado desde a queda do comunismo e teria sido membro do grupo paramilitar bósnio "Boinas Verdes". Mandados de prisão foram emitidos contra ele e outro suposto agressor. O SDS denunciou o assassinato e afirmou que a falta de prisão se deveu à cumplicidade do SDA ou do governo bósnio.   Um porta-voz do SDS declarou que havia uma evidência de que os sérvios estavam em perigo mortal e estariam ainda mais em uma Bósnia independente, o que foi rejeitado por Sefer Halilović, fundador da Liga Patriótica, que afirmou que não era um casamento, mas uma provocação e acusou os convidados do casamento de serem ativistas do SDS. Na manhã seguinte, surgiram barricadas em pontos de trânsito importantes da cidade, guarnecidas por apoiantes do SDS armados e mascarados. 
Após a declaração de independência da Bósnia e Herzegovina da Iugoslávia, em 3 de Março de 1992, eclodiram combates esporádicos entre os sérvios e as forças governamentais em todo o território.  Em 18 de março de 1992, os três lados assinaram o Acordo de Lisboa: Alija Izetbegović para os bósnios, Radovan Karadžić para os sérvios e Mate Boban para os croatas. Entretanto, em 28 de março de 1992, Izetbegović, após se reunir com o embaixador dos EUA na Iugoslávia, Warren Zimmermann, em Sarajevo, retirou sua assinatura e declarou sua oposição a qualquer tipo de divisão étnica da Bósnia. O que foi dito e por quem ainda não está claro. Zimmerman nega ter dito a Izetbegovic que, se ele retirasse sua assinatura, os Estados Unidos reconheceriam a Bósnia como um estado independente. O que é indiscutível é que Izetbegovic, naquele mesmo dia, retirou sua assinatura e renunciou ao acordo.
No final de Março de 1992, ocorreram combates entre sérvios e forças combinadas croatas e bósnias em Bosanski Brod e arredores,  resultando na morte de sérvios em Sijekovac.  Os paramilitares sérvios cometeram o massacre de Bijeljina, a maioria das vítimas eram bósnios, em 1–2 de abril de 1992. 

## Curso da guerra

### 1992
Após a declaração de independência da Bósnia e Herzegovina (que ganhou reconhecimento internacional) e após a retirada de Alija Izetbegović do Plano Cutileiro assinado anteriormente (que propunha uma divisão da Bósnia em cantões étnicos), os sérvios da Bósnia, liderados por Radovan Karadžić e apoiados pelo governo de Slobodan Milošević e pelo Exército Popular Iugoslavo (JNA), mobilizaram suas forças dentro da Bósnia e Herzegovina para proteger o território étnico sérvio.
A primeira batalha significativa ocorreu em Bijeljina em 31 de março entre bósnios e sérvios. E isso durou até 3 de abril, quando Arkan e seus "Tigres" destruíram os soldados rebeldes bósnios e cometeram um massacre de civis.  A guerra logo se espalhou pelo país, acompanhada de limpeza étnica. A guerra na Bósnia intensificou-se em abril. Em 3 de abril, a Batalha de Kupres começou entre o JNA e uma força combinada HV-HVO que terminou com uma vitória do JNA.  Em 6 de abril, as forças sérvias começaram a bombardear Sarajevo e, nos dois dias seguintes, cruzaram o Drina a partir da Sérvia e sitiaram as cidades de maioria muçulmana Zvornik, Višegrad e Foča. Em 15 de abril, o JNA assumiu o controle total de Višegrad na Operação Višegrad. Em 17 de abril, o JNA assumiu o controle total de Foča.  Após a captura de Zvornik, as tropas sérvias da Bósnia mataram várias centenas de muçulmanos e forçaram dezenas de milhares a fugir.  Toda a Bósnia estava mergulhada na guerra em meados de abril.
No dia 23 de Abril, o JNA evacuou o seu pessoal de helicóptero do quartel de Čapljina,  que estava bloqueado desde 4 de Março. Houve esforços para deter a violência. Em 27 de abril, o governo bósnio ordenou que o JNA fosse colocado sob controle civil ou expulso, o que foi seguido por conflitos no início de maio entre os dois. Em 22 de abril, bósnios e croatas atacaram Ilidža, mas o ataque falhou. Prijedor foi tomada pelos sérvios em 30 de abril.  Em 2 de maio, os Boinas Verdes e membros de gangues locais revidaram um ataque desorganizado dos sérvios que pretendia dividir Sarajevo em duas partes. Em 3 de maio, Izetbegović foi sequestrado no aeroporto de Sarajevo por agentes do JNA e usado para garantir a passagem segura das tropas do JNA do centro de Sarajevo. Entretanto, as forças bósnias atacaram o comboio do JNA que partia, o que deixou todos os lados amargurados. ARBiH e HVO atacaram Ilidza novamente em 14 de maio, mas o ataque falhou e o JNA os destruiu. Em 15 de maio houve um incidente de coluna em Tuzla. O que começou como uma retirada pacífica por acordo com as autoridades locais terminou em uma emboscada, quando a Liga Patriótica, Boinas Verdes e bósnios da polícia local atacaram a coluna. Um cessar-fogo e um acordo de evacuação do JNA foram assinados em 18 de maio, e em 20 de maio a presidência bósnia declarou o JNA uma força de ocupação.

## Consequências
O Exército da República Sérvia foi recentemente estabelecido e colocado sob o comando do General Ratko Mladić, em uma nova fase da guerra. A campanha do JNA em abril e maio foi muito útil para o lado do VRS. Depois que o Exército Popular Iugoslavo deixou a Bósnia, eles desempenharam um papel na ajuda militar. Apenas a Guarda Voluntária Sérvia e outros grupos de voluntários sérvios da Sérvia permaneceram na Bósnia tendo confrontos com os bósnios em Hrasnica perto de Sarajevo e outras grandes operações feitas pelo Exército da República Sérvia. 